# الأشباه والنظائر في النحو
كتاب الأشباه والنظائر في النحو، الفه أبو الفضل عبد الرحمن بن الكمال أبو بكر جلال الدين السيوطي، يذكر السيوطي في مقدمة الكتاب، أن فنون العربية على اختلاف أنواعها هي أول فنوني، ومبتدأ الأخبار التي كان في أحاديثها سمري وشجوني، طالما أسهرت في تتبع شواردها عيوني، وعملت فيها بدني إعمال المجد ما بين قلبي وبصري ويدي وظنوني.

## سبب تأليفه الكتاب
قال: واعلم أن السبب الحامل لي على تأليف ذلك الكتاب الأول، إني قصدت أن أسلك بالعربية سبيل الفقه فيما صنّفه المتأخرون فيه وألفوه من كتب الأشباه والنظائر. قال: والفت كتاب الأشباه والنظائر، مرتبا على أسلوب آخر يعرف من مراجعته، وهذا الكتاب الذي شرعنا في تجديده في العربية، يشبه كتاب القاضي تاج الدين الذي ألّفه الفقه، فإنه جامع لأكثر الأقسام، وصدره يشبه كتاب الزركشي من حيث أن قواعده مرتبة على حروف المعجم.

## ما اشتمل عليه الكتاب
قال: وهذا الكتاب بحمد الله مشتمل على سبعة فنون:
- الأول: فن القواعد والأصول التي تُرد إليها الجزئيات والفروع وهو مرتب على حروف المعجم وهو معظم الكتاب ومهمه، وقد اعتنيت فيه بالاستقصاء والتتبع والتحقيق، وأشبعت القول فيه، وأوردت في ضمن كل قاعدة ما لأئمة العربية فيها من مقال وتحرير وتنكيت وتهذيب، واعتراض وانتقاد وجواب وإيراد، وطرزتها بما عدوه من المشكلات من إعراب الآيات القرآنية والأحاديث النبوية والأبيات الشعرية وتراكيب العلماء في تصانيفهم المروية، وحشوتها بالفوائد، ونظمت في سلكها فوائد القلائد.
- الثاني: فن الضوابط والاستثناءات والتقسيمات، وهو مرتب على الأبواب لاختصاص كل ضابط ببابه، وهذا هو أحد الفروق بين الضابط والقاعدة، لأن القاعدة تجمع فروعا من أبواب شتى والضابط يجمع فروع باب واحد. وقد تختص القاعدة بالباب وذلك إذا كانت أمرا كليا منطبقا على جزئياته، وهو الذي يعبرون عنه بقولهم: قاعدة الباب كذا، وهذا أيضا يذكر في هذا الفن لا في الفن الأول، وقد يدخل في الفن الأول قليل من هذا الفن، وكذا من الفنون بعده لاقتضاء الحال ذلك.
- الثالث: فن بناء المسائل بعضها على بعض، وقد ألفت فيه قديما تأليفا لطيفا مسمى (بالسلسلة) كما سمى الجويني تأليفه في الفقه بذلك، وألف الزركشي كتابا في الأصول كذلك وسماه (سلاسل الذهب).
- الرابع: فن الأفراد والغرائب.
- الخامس: فن الألغاز والأحاجي والمطارحات والممتحنات، وجمعتها كلها في فن، لأنها متقاربة، كما أشار إليه الأسنوي في أول ألغازه.
- السادس : فن المناظرات والمجالسات والمذاكرات والمراجعات والمحاورات والفتاوى والواقعات والمراسلات والمكاتبات.
- السابع: فن الأفراد والغرائب. وقد أفردت كل فن بخطبة وتسمية؛ ليكون كل فن من السبعة تأليفا مفردا، ومجموع السبعة وهو كتاب (الأشباه والنظائر) فدونه مؤلفا تُشد إليه الرحال، وتتنافس في تحصيله فحول الرجال، وإلى الله سبحانه الضراعة أن ييسر لي فيه نية صحيحة، وأن يمنّ فيه بالتوفيق للإخلاص، ولا يضع ما بذلته فيه من تعب الجسد والقريحة، فهو الذي لا يجيب راجية، ولا يرد داعية.